# اولگا کریووشیوا
اولگا کریووشیوا (روسی: Ольга Юрьевна Кривошеева؛ زادهٔ ۱۵ مهٔ ۱۹۶۱) بازیکن والیبال اهل اتحاد جماهیر شوروی سوسیالیستی بود.